# Шумско пиле
Шумско пиле, жути хлеб, врбара или врбовача (лат. Leatiporus sulfureus) једна је од најпознатијих гљива на подручју Србије. У народу препозната као деликатес, врло често се сакупља са пролећа и јесени зарад коришћења у исхрани. Име је добила по светлој жутој боји и укусу налик на пилетину. Може се наћи широм Северне Америке и Европе. Више шешира облика шкољке ове врсте расту заједно на кори трулих и мртвих стабала или гранама листопадног дрвећа, правећи понекад необичне облике. Најчешће паразитира на врби (Salix), јови(Alnus), тополи (Populus), букви (Fagus), храсту (Quercus) и багрему (Robinia). Ретко се појављује и на четинарима попут бора (Pinus), ариша (Larix) и тисе (Taxus). Шумско пиле је сапрофит. Представља честу врсту. Бројније плодоноси током пролећа неголи с јесени. Најчешће достиже масу до 20 kg, а највећи примерак са невероватних 45 kg тежине забележен је у Хемпширу у Великој Британији октобра 1990. године.

## Опис плодног тела
Плодна тела су многобројна, неправилног облика и грбаве површине величине од 10 до 40 cm и дебљине до 5 cm. Првобитно су у облику чворова, да би растом и ширењем тела постали готово спојени. Већином расту заједно, један изнад другог, водоравно из подлоге. Руб плодног тела је наборан и подељен у режњеве. Горња површина плодоносног тела је жута, ређе наранџаста или боје лимуна, глатка или сомотаста. Цевчице су врло кратке, дужине до 4 mm. Поре су ситне (3 до 5 комада по 1 mm), првобитно округле, а касније угласте. Кроз отворе пора излучују се росне капљице бледожуте боје. Месо плодног тела је дебело, мекано и сочно. Сазревањем губи жуту боју услед губитка воде постаје тврдо и крхко. Мирис је пријатан и сладуњав. Укус свеже гљиве је благо киселкаст.

## Микроскопија
Споре шумског пилета варирају од елиптичног до јајастог облика, глатке, хијалине, неамилоидне. Величине су 5–8 x 4–5 µm.

## Отисак спора
Отисак спора је светложуте боје.

## Јестивост
Јестива врста, али је потребна термичка обрада. Углавном се конзумирају млади примерци. Иако већину људи изглед и укус подсећа на пилеће месо има и оних којима је укус ближи укусу крабе или рака. Осим људи многе дивље животиње конзумирају шумско пиле, попут срне или јелена.

## Галерија
- Шумско пиле
- Шумско пиле

## Сличне врсте
Морфолошки сличне шумском пилету су huroniensis и L. gilbertsonii.